# Chilothorax huangyuanensis
Chilothorax huangyuanensis är en skalbaggsart som beskrevs av Cervenka 1994. Chilothorax huangyuanensis ingår i släktet Chilothorax och familjen Aphodiidae. Inga underarter finns listade i Catalogue of Life.